# نوكيا 3310 (2017)
نوكيا 3310 هو هاتف خلوي من نوكيا، طورته إتش إم دي العالمية. أُعلن في 26 شباط 2017 في ملتقى عالم الهاتف النقال 2017 (يُهتصر له بالإنجليزية بـ:MWC) في برشلونة، إسبانيا، كإحياء لنوكيا 3310 الأصلي الذي أُنتج من بدايات إلى أواسط عقد 2000.

## الإطلاق
في 14 شباط 2017، أُفيد أنه سيتم الكشف عن نسخة حديثة من 3310 في ملتقى عالم الهاتف النقال 2017 في برشلونة من قبل إتش إم دي العالمية، وهي الشركة المصنعة الفنلندية تملك حقوق لسوق الهواتف تحت العلامة التجارية نوكيا، وليباع بسعر 59 يورو. في 26 شباط 2017، أُعيد إصدار النسخة المحدثة من 3310 بسعر 49 يورو.
نوكيا 3310 الجديد يعمل فقط على شبكة الجيل الثاني 2G، هذا الأمر عرض الهاتف لانتقادات، وأنه لن يباع دولٍ عدة، مثل أستراليا وسنغفورة اللتين في طور التخلص من شبكات الجيل الثاني 2G.

## الميزات والتصميم

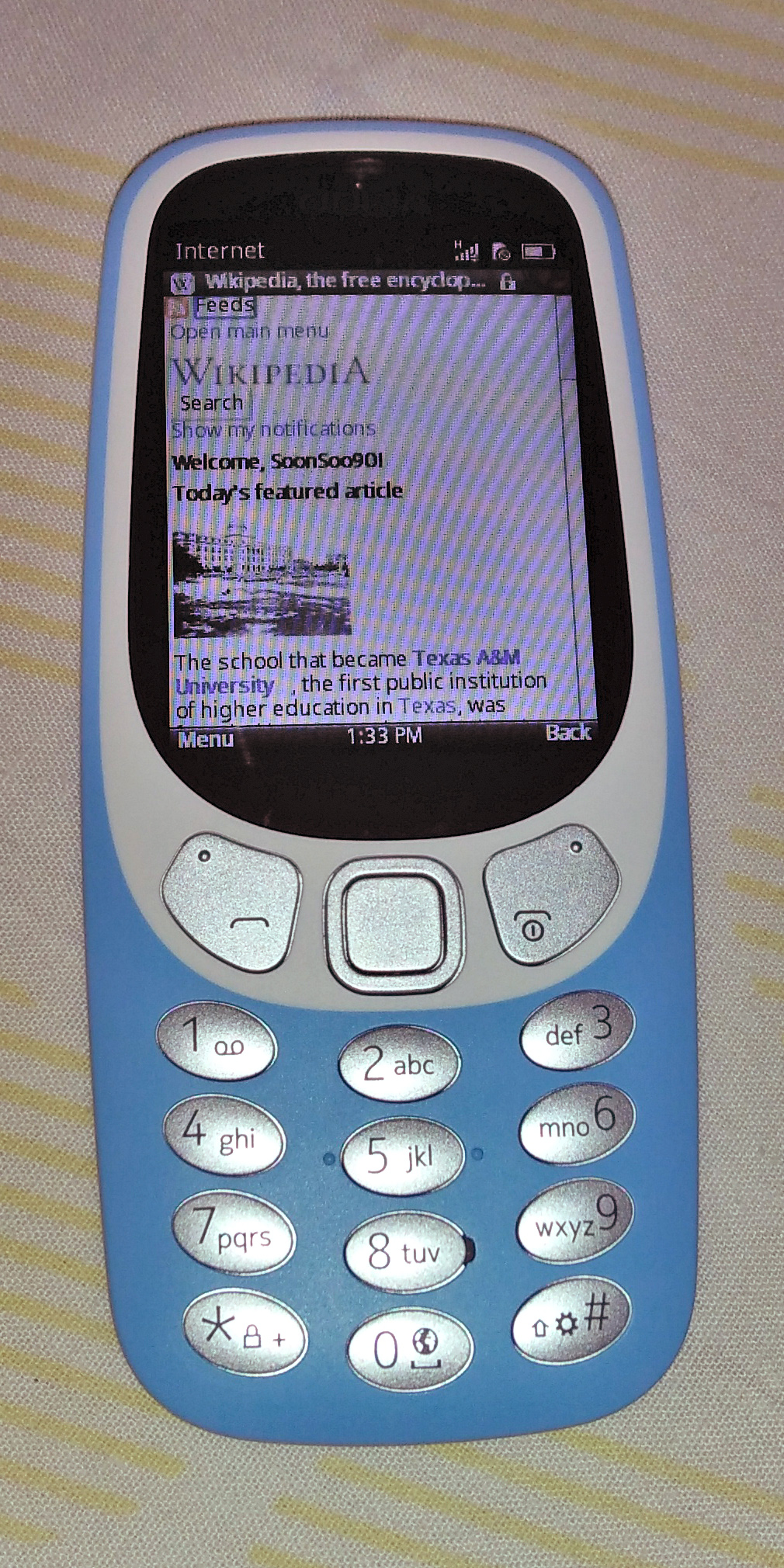
نوكيا 3310 3G على الإنترنت

يتميز الهاتف بمهام أساسية مثل: مذياع FM، و أوبرا ميني، و متصفح، و مسجل صوت. و يتميز بكاميرا ذات وضوح 2 ميغا بيكسل مع فلاش للصور ولتسجيل الفيديو. يمكن استخدام الفلاش ثبل كمصباح يدوي. يأتي مع تقنية قارن (بلوتوث) 3.0 و حاضنتين لبطاقة SIM.
استبدلت لعبة الثعبان الأصلية بـالثعبان زينزيا (Snake Xenzia) من غيم لوفت التي قامت بتحديث الأشكال والرسوميات. أيضاً يمكن تنصيب تطبيقات مستندة إلى الجافا باستخدام تنسيقات jad. و jar.. التطبيقات المتاحة هي المتصفحات، والألعاب، وإذاعات الشابكة(الإنترنت)، إلخ.
تصميم الهاتف يحاكي بشكلٍ كبير سابقه بالتصميم وبشكل التنصيع. يأتي بلونين لامعين، هما الأحمر والأصفر، بالإضافة إلى لونين معتمين مثل نوكيا 3310 الأصلي، بالأزرق الداكن والرمادي.

## القبول
نوهت إتش إم دي في 1 تموز 2017 أن 3310 تلقى طلباً كبيراً ونتيجةً لذلك نفذ في العديد من الأسواق. و ذكر متجر التجزئة البريطاني كارفون ويرهاوس في 10 آذار أن الطلب كان «مذهلاً».

## روابط خارجية
الموقع الرسمي
nokia-3310